# Ōkubo Nagayasu
Ōkubo Nagayasu (japanisch 大久保 長安; geb. 1545; gest. 13. Juni 1613) war ein japanischer Samurai und Erzgruben-Verwalter des Shogunats.

## Leben und Werk
Ōkubo Nagayasu war der Sohn des Nō-Schauspielers Komparu Shichirō (金春 七郎). Er diente den Takeda in der Provinz Kai und wurde zum Samurai erhoben. Nachdem die Takeda im Jahr 1582 vernichtet worden waren, schloss er sich Ōkubo Tadachika (大久保 忠隣; 1553–1628) an, Fürst in der Provinz Sagami, der ihm seinen Familiennamen gab und ihn Tokugawa Ieyasu empfahl. Ieyasu ernannte ihn 1601 zum Leiter der Silberminen von Iwami, deren Fördermenge er stark erhöhte. In der Folge wurde er 1603 mit den Goldminen von Insel Sado und 1606 mit denen der Provinz Izu, deren Ausbeute er ebenfalls verbessern konnte. Ieyasu ernannte ihn zum Kommissar für Sado (佐渡奉行, Sado Bugyō), belohnte ihn mit dem Titel „Iwami no Kami“ (岩見の守) und der Domäne Hachiōji in der Provinz Musashi mit einem Einkommen von 20.000 Koku. 
Nach Nagayasus Tod fand man in seinem Wohnsitz Belege, dass er betrügerisch gearbeitet hatte. Es wurden auch Briefe gefunden, die auf einen geplanten Anschlag auf den Shōgun Tokugawa Hidetada hindeuteten, der mit christlicher und spanischer Hilfe durchgeführt werden sollte. Sein Sohn Tōjūrō wurde auf der Stelle verhaftet und mit sechs Verdächtigten hingerichtet.